# Fleggburgh
Fleggburgh är en ort och civil parish i Storbritannien.  Orten är även känd som Burgh St Margaret. Den ligger i grevskapet Norfolk och riksdelen England, i den sydöstra delen av landet, 170 km nordost om huvudstaden London. Antalet invånare är 909. Närmaste större samhälle är Great Yarmouth, 10,3 km sydost om Fleggburgh.